# Nopcsaspondylus
Nopcsaspondylus (însemnând „vertebra lui Nopcsa”, în referire la descriitorul original) este un gen de dinozaur sauropod rebbachisaurid (un tip de dinozaur erbivor mare, cu gât lung și patru membre⁠(d)) din perioada Cenomaniană⁠(d) (Cretacicul târziu), descoperit în Formația Candeleros din Neuquén, Argentina. Genul este bazat pe o vertebră dorsală acum pierdută, descrisă de Nopcsa în 1902, dar care nu a fost numită la acea vreme. Specimenul avea un corp vertebral mic și cavități mari, acum cunoscute ca fiind tipice pentru rebbachisaurizi.

## Istoricul cercetării
Singurul specimen cunoscut de Nopcsaspondylus este o vertebră dorsală fosilizată colectată în 1889 de cercetătorul sloven Hugo Zapałowicz⁠(d) și transferată în colecția geologică a Universității din Viena. Prima persoană cunoscută care a studiat specimenul, paleontologul maghiar Franz Nopcsa von Felső-Szilvás, l-a descris într-o publicație din 1902 și l-a recunoscut ca aparținând unui dinozaur sauropod, atribuindu-l genului Bothriospondylus⁠(d). Potrivit lui Nopcsa, eticheta de pe fosil menționa că a fost colectată pe malul stâng al râului Limay din Argentina, la aproximativ 80 de kilometri sud de confluența râurilor Limay și Neuquén.
Un an mai târziu, paleontologul american John Bell Hatcher⁠(d) a susținut că această vertebră era indistinctă de cele ale Haplocanthosaurus⁠(d), un sauropod cunoscut din Colorado, adăugând că, deși vertebra argentiniană nu reprezenta fără îndoială același gen ca materialul din Colorado, cele două erau foarte asemănătoare ca structură. Vertebra a fost studiată ulterior de paleontologul german Friedrich von Huene⁠(d), care a scris o monografie publicată în 1929 în care reatribuie materialul speciei Titanosaurus australis⁠(d), iar localitatea din care provine este numită pentru prima dată Alarcón.
Specimenul Nopcsaspondylus nu a mai fost publicat până la lansarea lucrării The Dinosauria⁠(d) în 1990, în care vertebra a fost considerată similară cu cele găsite în nordul Africii la Rebbachisaurus garasbae⁠(d), extinzând astfel gama genului Rebbachisaurus și în America de Sud. Cinci ani mai târziu, paleontologii argentinieni Jorge O. Calvo⁠(d) și Leonardo Salgado⁠(d) au descris o nouă specie pe care au numit-o Rebbachisaurus tessonei (acum mutată în genul Limaysaurus), ale căror specimene provin din aceeași localitate (acum numită Barda Alarcón) ca vertebra descrisă inițial de Nopcsa cu 93 de ani înainte. Ei au susținut astfel că specimenul lui Nopcsa, considerat deja pierdut la acea vreme, era o vertebră a lui R. tessonei.
În 2007, paleontologul argentinian Sebastián Apesteguía a devenit primul autor care a recunoscut că vertebra descrisă de Nopcsa reprezintă un nou gen și specie, numind această specie Nopcsaspondylus alarconensis. Numele generic combină numele de familie al primului cercetător care l-a studiat cu cuvântul grecesc σπονδυλος (spondylus, însemnând „vertebră”), iar numele specific se referă la Barda Alarcón, localitatea unde a fost descoperită fosila.